# Wozej
Wozej (ros. Возей) – wieś w Rosji, w Republice Komi.

## Historia
Wieś została założona w 1978 dla pracowników rafinerii naftowej, podobnie jak pobliskie Pripolarnyj. W 2002 roku wieś została opuszczona.

## Geografia
Wieś znajduje się w północnej części Republiki Komi, w obrębie Niziny Peczora, około dwa kilometry od rzeki Kołwa.